# Arthur Freed
Arthur Freed, egentlig Arthur Grossman, (født 9. september 1894 i Charleston, South Carolina, USA, død 12. april 1973 i Los Angeles, Californien, USA) var en amerikansk filmproducent.
Efter en karriere som tekstforfatter blev han Metro-Goldwyn-Mayers store musicalproducent. Han producerede bl.a. The Wizard of Oz (Troldmanden fra Oz, 1939), On the Town (Sømænd på vulkaner, 1949), Annie Get Your Gun (1950), An American in Paris (En amerikaner i Paris, 1951), Singin' in the Rain (Syng i sol og regn, 1952), The Band Wagon (Let på tå, 1953), Gigi (1958; Oscar). Han var præsident for Academy of Motion Picture Arts and Sciences fra 1963 til 1967.